# Steinenbronn
Steinenbronn è un comune tedesco di 6 109 abitanti, situato nel land del Baden-Württemberg.
È inoltre gemellato con il comune salernitano di Polla

## Amministrazione

### Gemellaggi
- Polla